# Ford Cortina
Ford Cortina — автомобиль среднего класса, производившийся европейским подразделением Ford Motor Company (британский филиал Ford Britain) с 1962 по 1982 год.
Производился в пяти поколениях (Mk1; Mk2; Mk3; Mk4; Mk5). Начиная с поколения Мк3 модель являлась британским аналогом западногерманского Ford Taunus. Название Cortina была вдохновлено именем итальянского горнолыжного курорта Кортина д’Ампеццо, место проведения зимних Олимпийских игр 1956 года.

## Первое поколение (Mk1)

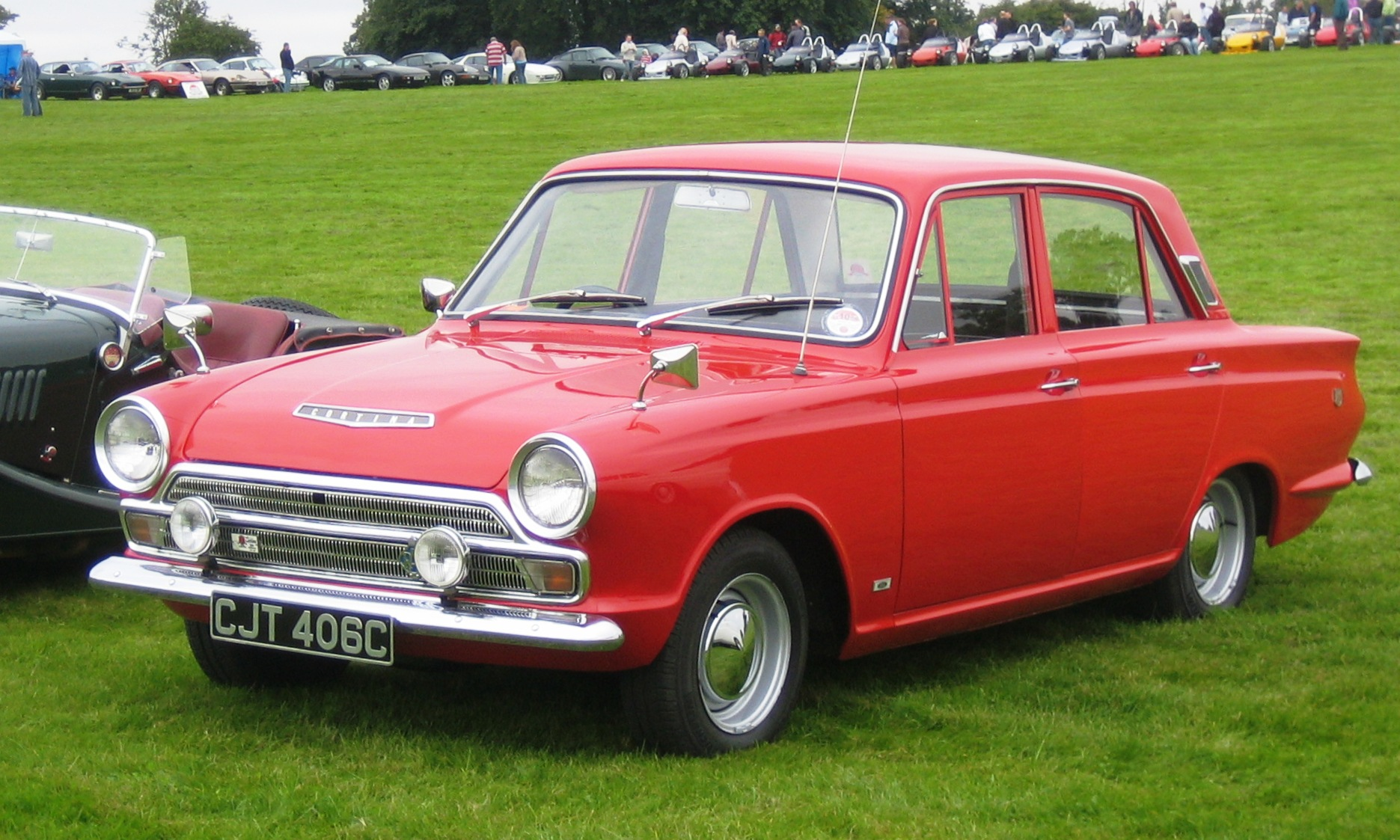

Первый Ford Cortina увидел свет в 1962 году. Машина в продаже была представлена в версиях двух и четырехдверный седан, а также универсал. Оснащалась двигателями 1.2, 1.5 или 1.6 в сочетании с четырехступенчатой МКПП или трехступенчатой АКПП. Выпуск завершился в 1966 году.
Интересный факт: главным конструктором Cortina был Рой Браун, который был главным дизайнером марки Ford Edsel, После провала Edsel Браун был «сослан» в Ford Dagenham, где он разработал самый продаваемый автомобиль Великобритании. Переднеприводная платформа, используемая Ford Germany в модели Ford Taunus P4, была отвергнута в пользу традиционной заднеприводной. Получившийся автомобиль, в силу схожести конструкции, изначально назывался Ford Consul 225, но после косметического обновления передней части в 1964 году за ним окончательно закрепилось имя Cortina.
Существовали 2 основные вариации Mk1: Mk1а и Mk1b. Mk1а имели эллиптические указатели поворота, Mk1b имела иную форму радиаторной решетки, и более прямоугольную форму указателей поворота.

## Второе поколение (Mk2)

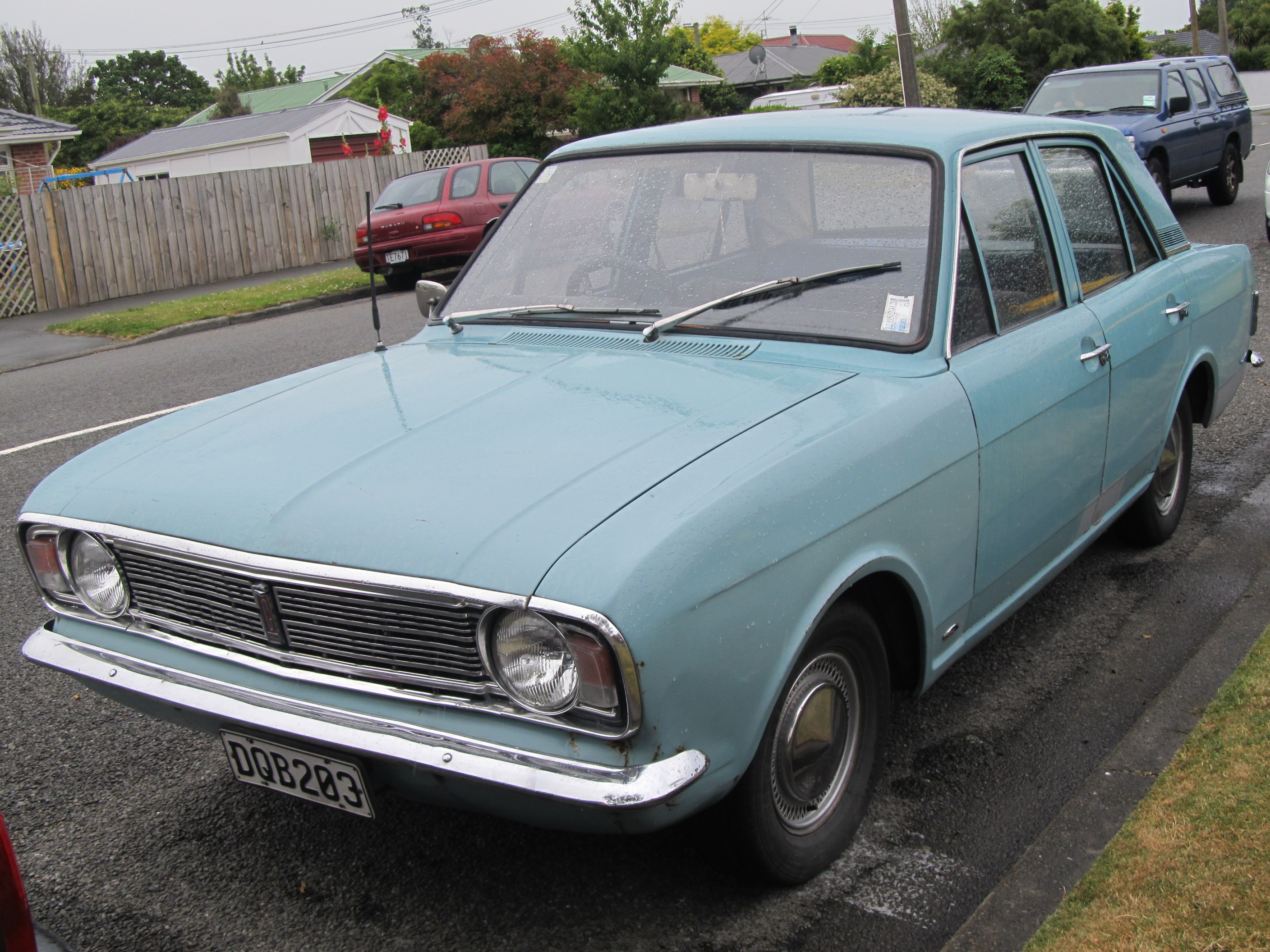
Mk2

Второе поколение модели выпускалось с 1966 по 1970 годы. Варианты кузовов остались те же, а в оснащении появился двигатель объемом 1,3 литра. Комплектовался «второй» Ford Cortina только четырехступенчатой механической коробкой передач.
Несмотря на то что выпуск автомобиля сопровождался лозунгом «Новая Cortina — большая Cortina», новое поколение стало даже (правда незначительно, на 2 сантиметра) короче Mk1. С выпуском второго поколения компании Ford удалось добиться своей цели — Ford Cortina стал самым продаваемым автомобилем в 1967 году. Двухдверные и четырехдверные вариации кузова добавились внутренними комплектациями: базовая, люкс, суперлюкс, GT и, позже, 1600E. Через несколько месяцев после введения дополнительных версий салона был запущен в серию четырехдверный универсал с отделкой под дерево.
Принимая во внимание возросшую популярность этой модели, новозеландское подразделение Ford — Ford New Zealand — разработало свой собственный вариант этой модели под названием GTE, так как GT и Lotus Cortina там не собирались.
В 1969 году был проведен мелкий рестайлинг: на капоте и багажнике появились надписи «Ford», затемненная решетка и хромированные полосы вокруг задних фонарей.

## Третье поколение (Mk3)

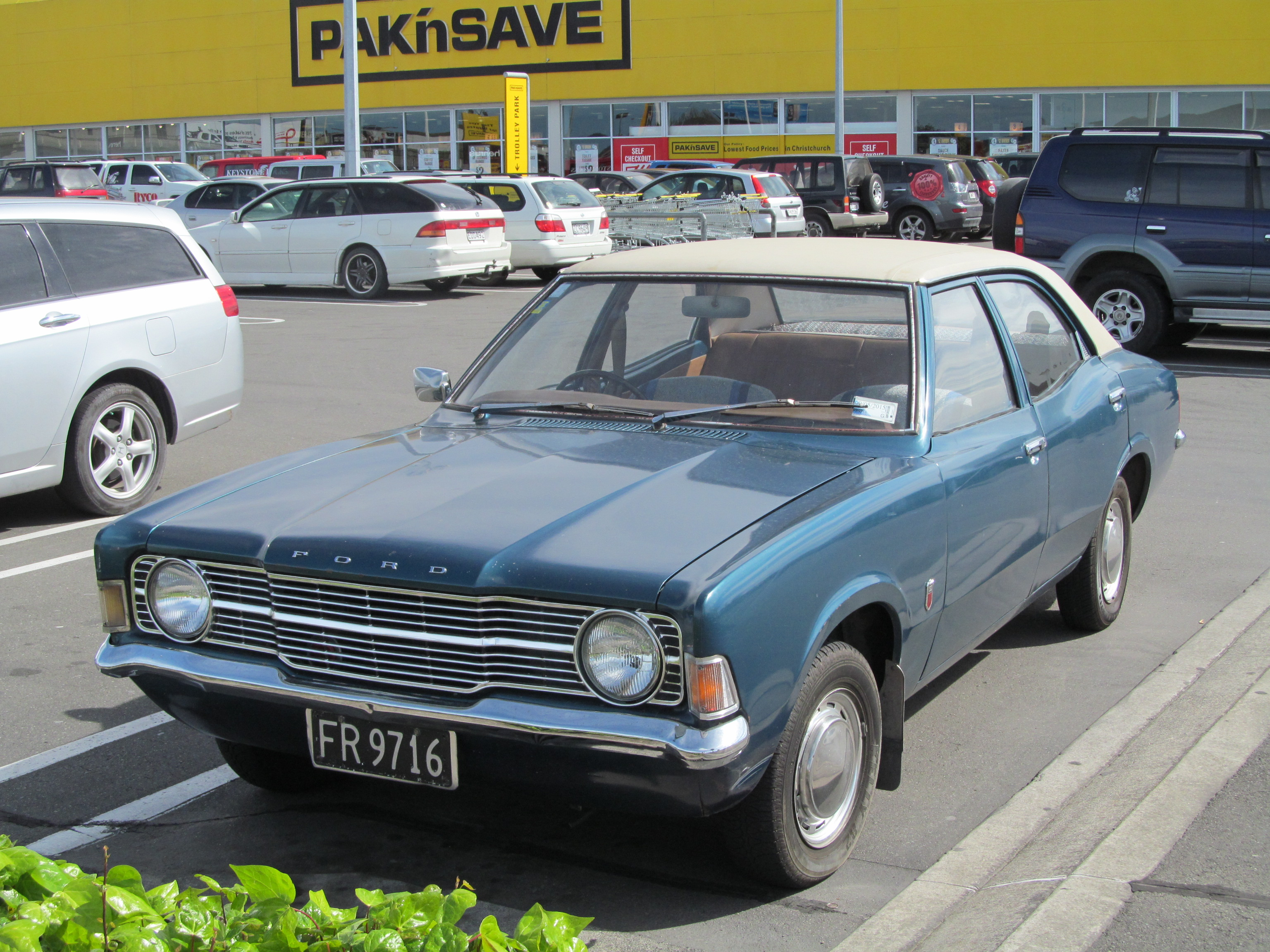
1972 Ford Cortina 1600 (Mk3)

Учитывая популярность модели, уже в конце 1960-х компания приступила к разработке очередного, третьего поколения Cortina, Mk3. Третье поколение Форд Кортина выпускалось с 1970 по 1976 годы. Значительным объемам выпуска этого автомобиля, помимо высокой популярности, способствовало начало слияния английского и немецкого подразделений в современный Европейский Форд (Ford of Europe), а в производственных картах появилось внутреннее название TC1 от сближения технологий Taunus-Cortina.
Помимо 2-х и 4-х дверного седанов и универсала, семейство дополнил вариант с кузовом купе. Оснащался автомобиль широкой линейкой двигателей объемом от 1,3 до 4,1 литров. Комплектовалась машина трех- или четырехступенчатой «механикой» или трехступенчатой автоматической коробкой передач. Были доступны следующие варианты отделки салона: базовая, L (для Luxury), XL (Xtra Luxury), GT (Grand Touring) и GXL (Grand Xtra Luxury). Изначально это поколение хотели выпускать под другим названием, но название Cortina прижилось, потому его и оставили.
Несмотря на то, что визуально Mark III выглядел больше, чем Mark II, по сути это был все тот же автомобиль, только на 4 дюйма (100 мм) шире. Автомобили второго и третьего поколения имели одинаковую длину, но в последнем удлинили колесную базу (более чем на 3 дюйма или 76 мм), благодаря чему салон стал более просторным. Передняя подвеска типа Макферсон была заменена на обычную с двойными А-рычагами, что обеспечило более мягкий проезд неровностей и отчетливую управляемость с более тяжелыми двигателями. Весной 1971 года были внесены значительные изменения в конструкцию передней подвески и крепления амортизаторов.
Модель третьего поколения оказалась более тяжелой, по сравнению с предыдущей версией, поскольку в кузове добавились дополнительные упрочняющие элементы для повышения безопасности и звукоизолирующие материалы, для дополнительной изоляции салона автомобиля от ходовой части и выхлопной системы.
Старт продаж Cortina 23 октября 1970 года оказался не сильно удачным, из-за производственных трудностей и задержек, связанных с предшествовавшей забастовкой рабочих. Но уже к 1972 году Ford Cortina стал самым продаваемым автомобилем в Великобритании и оставался таковым аж до 1976 года, когда пальму популярности перешла к модели Mk2 Escort.
В Канаде модель третьего поколения продавалась до 1973 года. В Южной Африке продавалась версия c кузовом пикап и была доступна версия с локально встроенным двухлитровым двигателем V4, который больше нигде в мире не использовался в этой модели.
Подразделение Ford в Австралии изготавливали свои собственные версии, используя четырехцилиндровые двигатели (1.6 и 2.0) местного производства, и базовые шестицилиндровые двигатели (3.3 и 4,1) с общей производственной линии.
Подразделение Форд в Тайване начало местную сборку Cortina в марте 1973 года. Для Японии, изготавливались специальные кузова, суженные на несколько миллиметров, чтобы вписаться в местное налоговое законодательство, ограничивающее внешние размеры автомобилей на японских улицах.

## Четвертое поколение (Mk4)
«Четвёртый» Ford Cortina появился в продаже в 1976 году. Машина была представлена с кузовами двух- или четырехдверный седан, пятидверный универсал и двухдверное купе. Широкую гамму двигателей дополнил мотор объёмом 2,3 литра. Машина предлагалась с трех- или четырехступенчатой механической трансмиссией или трехступенчатым «автоматом». Выпуск четвертого поколения завершился в 1979 году.
Четвёртое поколение отличалось от предыдущей Cortina более простым и «европейским» угловатым дизайном, полностью идентичным модели Ford Taunus. Так как ещё в 1975 году для третьего поколения было внесено много изменений и усовершенствований, то почти все они перековали в следующее.

## Пятое поколение (Mk5)
Автомобиль Ford Cortina пятого поколения выпускался с 1979 по 1982 годы. Модель оснащалась двигателями 1.3. 1.6 и 2.0 в сочетании с четырехступенчатой «механикой» или трехступенчатой АКПП. Автомобиль предлагался в версиях двух- или четырехдверный седан, пятидверный универсал и пикап. На смену этой модели в Европе пришел Ford Sierra.
В Австралии Cortina V поколения выпускалась до апреля 1980 года, где она была известна как TF Cortina. Преемником этой версии был Ford Telstar, созданный на платформе Mazda 626.
Внешние отличия от предыдущего поколения во многом носят косметический характер. Автомобиль получил новые указатели поворотов, слегка заходящие на бок, благодаря чему они стали видны с профильной стороны автомобиля. Так же изменениям подверглись задние фонари и элементы отделки.
Вплоть до 1981 года, Cortina был первым продаваемым автомобилем в Великобритании. В последний, 1982 год, своего выпуска, Cortina был вторым продаваемым автомобилем в Великобритании и самым популярным большим семейным автомобилем. На континенте, западногерманской версии Taunus приходилось конкурировать с более современными и практическими машинами, такими как Talbot Alpine, Volkswagen Passat, Opel Ascona и Audi 80.